# Cambio de cuerpos
Un cambio de cuerpos es una relación vista en una variedad de ficción, a menudo en programas de televisión y películas, en que dos personas (o seres) cambian mentes, los cerebros o las almas y terminan en el cuerpo del otro. Las dos personas usualmente mantienen sus voces en los dibujos animados, a los efectos de saber quién es quién.
Hay tres tipos de cambios de cuerpo. Los cambios pueden ser causados por objetos mágicos como amuletos, deseos, caprichos, o simplemente cosas extrañas del universo. Los cambios se suelen invertir después que los temas se han ampliado en su cosmovisión, se ganó una nueva apreciación por los problemas del otro al literalmente "estar en los zapatos del otro" y/o causado por suficiente cantidad de farsa. Ejemplos notables incluyen los libros Vice Versa (1882) y Freaky Friday (1972), como también las versiones en película de ambas.
Los cambios logrados por tecnología, excepto aparatos avanzados lo suficiente como para aparecer magia, es la traída por los científicos locos. 